# HMV
HMV é uma empresa varejista de música e cinema com sede no Reino Unido. Sua primeira loja foi aberta pela Gramophone Company em Oxford Street em 1921, o nome HMV também foi utilizado para aparelhos de televisão e rádio fabricados a partir da década de 1930. O lado de varejo do negócio começou a se expandir na década de 1960 e, em 1998, foi desvínculado da EMI, a sucessora da Gramophone Company, para formar o que se tornaria o Grupo HMV. Seu título significa His Master's Voice, o nome de uma pintura de Francis Barraud sobre o cão Nipper ouvindo um fonógrafo de cilindro, a imagem foi comprada pela Gramophone Company em 1899.  Para fins publicitários, isso foi alterado para um gramofone de corda e, eventualmente, usado simplesmente como uma silhueta.
A HMV foi proprietária da cadeia de livrarias Waterstones de 1998 a 2011 e é proprietária da varejista de música Fopp desde agosto de 2007. Ela adquiriu várias lojas da Zavvi em fevereiro de 2009 e também passou a administrar locais de música ao vivo naquele ano adquirindo o MAMA Group, mais tarde, vendeu o grupo em dezembro de 2012.
Em 15 de janeiro de 2013, o grupo HMV Group plc entrou na administração. A empresa de serviços Deloitte foi designada para lidar com a administração da empresa. Em 16 de janeiro de 2013, a HMV Irlanda declarou falência e todas as suas lojas foram fechadas. Uma semana depois, em 22 de janeiro, foi revelado que a empresa Hilco UK compraria a dívida da HMV a fim de assumir um potencial controle da HMV. A venda dos negócios da HMV em Hong Kong e Singapura para a empresa de capital próprio Aid Partners foi concluída em 28 de fevereiro de 2013. Em 5 de abril do mesmo ano, a HMV foi comprada pela Hilco UK por um valor estimado de cinquenta milhões de libras para formar a empresa atual.
A HMV Group plc, listada na bolsa de Londres e constituinte do índice FTSE, foi extinto em julho de 2014. Em 28 de dezembro de 2018, a HMV anunciou que a empresa havia novamente entrado na área de administração, apenas seis anos após uma aquisição de £cinquenta milhões pela Hilco UK. Em 5 de fevereiro de 2019, pouco mais de um mês após a reinserção na administração, a HMV foi adquirida pela empresa canadense Sunrise Records - que havia comprado os arrendamentos de setenta propriedades antigas da HMV Canada, em um esforço para continuar operando-as como lojas de discos. A Sunrise planejava imitar as estratégias de crescimento utilizadas no Canadá, incluindo o interesse renovado nos fonógrafos de vinil.

## Gama de produtos
As lojas da HMV estocam uma variedade de produtos, incluindo áudio, livros, discos blu-ray, CDs, DVDs, videogames, além de uma gama de produtos publicitários de filmes, televisão e música. A empresa lançou um serviço de download de músicas em outubro de 2013 (www.hmvdigital.com), fornecido pela 7digital, que inclui aplicativos para os sistemas iOS e Android.
A empresa relançou sua loja online em junho de 2015, fornecendo CDs, DVDs, discos blu-ray e discos LP para seus pedidos online com entrega em domicílio realizado via Royal Mail, além disso, também possui estoque exclusivo disponível.